# エミルハン・イルカン
エミルハン・イルカン（トルコ語: Emirhan İlkhan、2004年6月1日 - ）は、トルコ・イスタンブール出身のプロサッカー選手。トリノFC所属。ポジションはミッドフィールダー。

## 経歴

### クラブ
2006年からベシクタシュのアカデミーでプレーし、2021年1月22日にトップチームと契約。2022年1月5日のトルコ・スーパーカップPK戦のアンタルヤスポル戦で後半80分からの途中交代でプロデビュー。
2022年8月10日、イタリア・セリエAのトリノFCと4年契約を結んだ。

### 代表
U-16、U-18、U-21トルコ代表に選ばれた。

## 統計
2022年12月9日現在
| クラブ         | シーズン | リーグ戦 | リーグ戦 | カップ戦 | カップ戦 |
|                |          | 出場     | 得点     | 出場     | 得点     |
| -------------- | -------- | -------- | -------- | -------- | -------- |
| ベシクタシュJK | 2021-22  | 11       | 1        | 0        | 0        |
| トリノFC       | 2022-23  | 4        | 0        | 0        | 0        |

## タイトル

### クラブ

#### ベシクタシュJK
- トルコ・スーパーカップ2021[4]